# Kamishibai

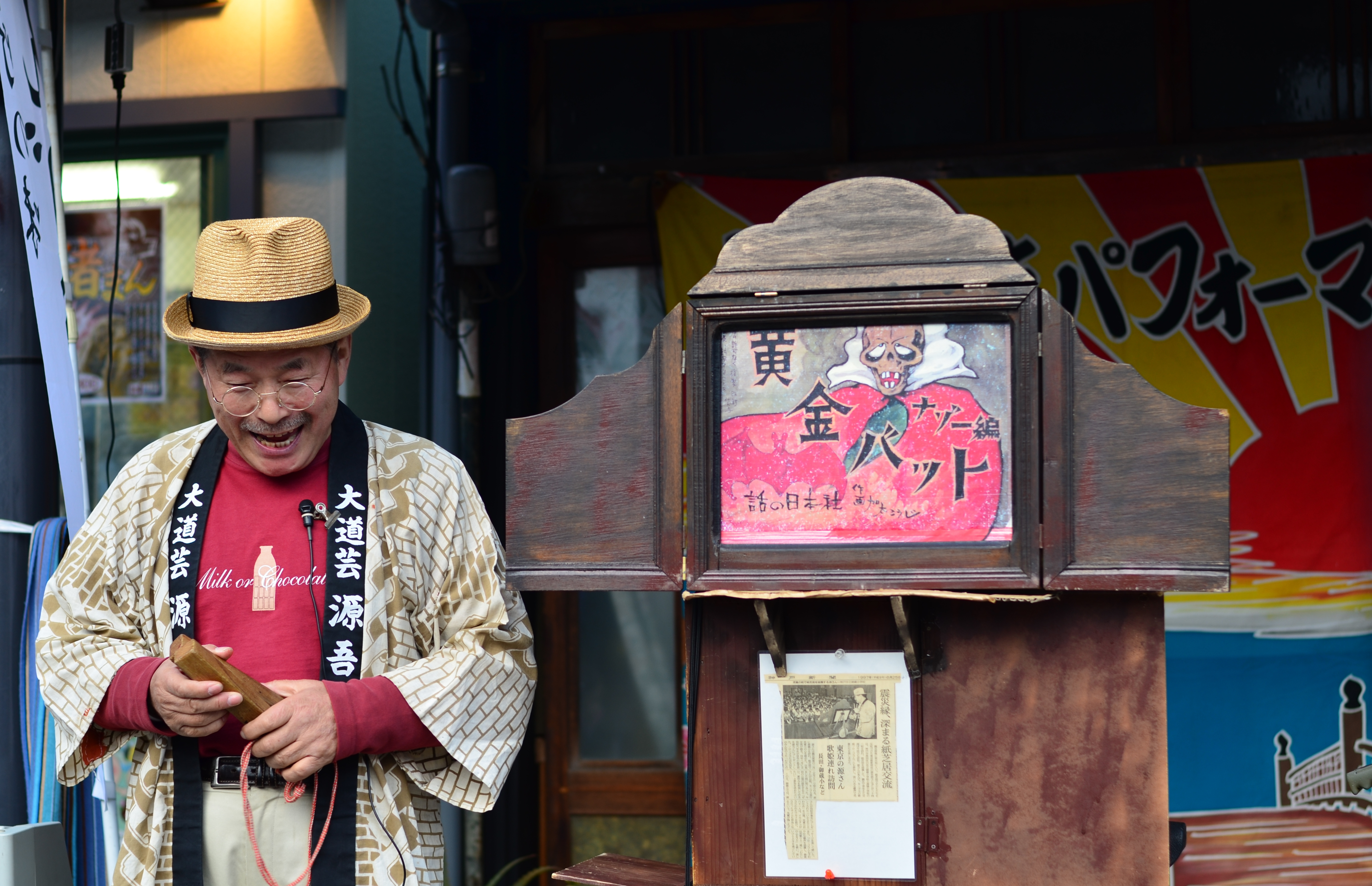
Kamishibaiya w Tokio prezentuje historię o Ōgon Batto

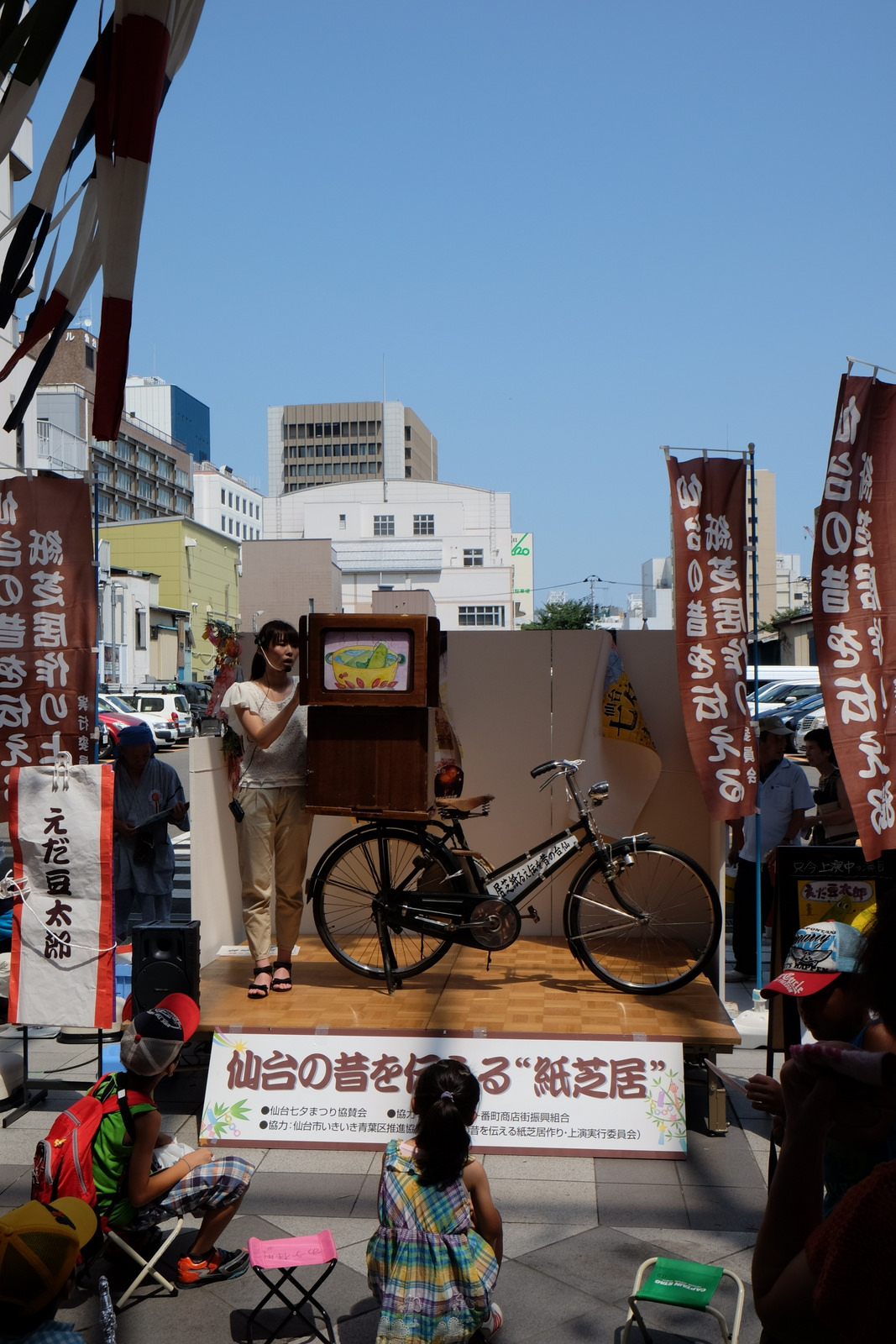
Teatrzyk zainstalowany na rowerze, historia o dawnym Sendai

Kamishibai (jap. 紙芝居 kami-shibai; kami – papier, shibai – teatr, przedstawienie, dramat, sztuka) – teatr ilustracji, teatr obrazkowy, dosłownie: papierowy teatr. Jest to tradycyjna japońska sztuka opowiadania historii za pomocą ilustracji wykonanych na kartonowych planszach, wsuwanych do małej, płaskiej, drewnianej, otwartej częściowo skrzynki, pełniącej rolę sceny/ekranu o nazwie butai (scena). Kamishibai można porównać do wędrownego teatru marionetkowego, w którym miejsce lalek zajmują obrazy. Artystów zajmujących się tą sztuką nazywa się kamishibaiyami (jap. 紙芝居屋 kamishibaiya).

## Opis
Kartonowe plansze z obrazkami opowiadają historię, a każda plansza przedstawia kolejny fragment opowieści. Tył karty zarezerwowany jest na tekst oraz miniaturkę obrazka. Parawan stoi zwrócony do publiczności, czytający/opowiadający stoi z boku lub z tyłu i czyta opowieść, zmieniając płynnie plansze. Gdy scena zostaje otwarta, opiera się na dwóch przednich okiennicach, co zapewnia mu stabilność. Jej tył jest pusty tak, aby można było czytać tekst umieszczony na tylnej części każdej z plansz. Teatrzyk można umieścić np. na stoliku, na wysokości oczu publiczności.

## Historia
Źródła kamishibai odnajdujemy w XII wieku, w czasach gdy w buddyjskich świątyniach mnisi za pomocą zwijanych rulonów z historiami obrazkowymi, przekazywali umoralniające opowieści niepiśmiennej publiczności. Po wiekach uśpienia sztuka kamishibai pojawiła się w Japonii na początku XX wieku. Wraz z nadejściem filmu dźwiękowego spektakle małego teatrzyku stały się alternatywą dla ubogiej publiczności i jednocześnie zajęciem dla bezrobotnych artystów oraz narratorów niemych filmów.
Podstawą przedstawienia jest rysunek, ilustracja do opowiadanej historii. W roku 1923 powstał pierwszy kamishibai dla dzieci. Ze sztuki tej wywodzą się liczni, znani później, mangowi artyści, jak Shigeru Mizuki (1922–2015), czy Gōseki Kojima (1928–2000).
Lata 50. XX wieku uważane są za złoty okres kamishibai. Liczni wędrowni opowiadacze przedstawiali w całej Japonii historie np. o Ōgon Batto (ang. Golden Bat) oraz podobnych mu super-bohaterach. Niewielkie rozmiary drewnianego teatrzyku pozwalają na szybkie rozłożenie i złożenie go po zakończonym spektaklu. Z powodzeniem można go przewozić na ramie roweru z wioski do wioski, z miasteczka do miasteczka.
Kamishibai zanikł w latach 60. XX wieku, wyparty przez telewizję i prasę codzienną oraz pierwsze komiksy. Sztuka ta powraca w Japonii m.in. dzięki wysiłkom Międzynarodowego Stowarzyszenia Kamishibai w Tokio – IKAJA (The International Kamishibai Association of Japan, Kamishibai Bunka no Kai), które powstało w 2001 roku i skutecznie odgrywa rolę edukacyjną dla najmłodszych na całym świecie.

## Współczesność
Dla Zachodu kamishibai odkryła w latach 70. XX wieku Édith Montelle, animatorka, bibliotekarka, szefowa kolekcji wydawniczej w szwajcarskim wydawnictwie Slatkine, a przede wszystkim propagatorka sztuki opowiadania. Równocześnie od lat szkoli bibliotekarzy i nauczycieli w sztuce opowiadania za pomocą obrazkowego teatru kamishibai, który cieszy się dużym powodzeniem w takich krajach, jak: Szwajcaria, Francja, Włochy, Holandia, Belgia, Kanada, Stany Zjednoczone. We współczesnych kamishibai zachowana jest idea i forma teatrzyku, ale treści dostosowuje się do warunków i tradycji kulturowych poszczególnych krajów. Głównym celem seansów jest stworzenie między widzami i czytającym/opowiadającym swego rodzaju głębokiego porozumienia i współodczuwania.
Przedstawienia kamishibai mogą mieć miejsce zarówno w domu, jak i w bibliotece, księgarni, czy szpitalu, w salach przedszkolnych lub w plenerze. Na Zachodzie w dużej mierze ta forma aktywności wykorzystywana jest w przedszkolach i szkołach, spełniając funkcję pomocy dydaktycznej. Kamishibai jest bowiem skutecznym narzędziem w procesie alfabetyzacji, nauki opowiadania, nauki czytania na głos, rysowania i pisania opowiadań przez dzieci. Dla najmłodszych jest to często pierwsze zetknięcie się ze sztuką teatralną, w której mogą brać udział zarówno jako widzowie, jak i narratorzy czy autorzy. Minispektakle teatralne rozwijają wyobraźnię, bawią i jednocześnie uczą. Kamishibai jest również wykorzystywany przez profesjonalne teatry i łączony z teatrem tradycyjnym lub teatrem cieni.
Obecnie papierowy teatrzyk zyskuje na popularności w wielu krajach świata. W Europie działa kilkanaście wydawnictw (w tym kilka w Polsce) proponujących książki wydane w formie kart kamishibai.
Na początku 2011 roku Wydawnictwo Risprint wprowadziło do Polski kamishibai i w ramach promowania czytelnictwa wśród dzieci, rozpoczęło propagowanie tej metody w polskich przedszkolach.
Kolejnym wydawnictwem, które wprowadziło w 2012 roku tego rodzaju książki na rynek polski jest Wydawnictwo Tibum, członek IKAJA. Wydawnictwo od 2012 roku propaguje ideę kamishibai poprzez warsztaty skierowane do nauczycieli, bibliotekarzy, rodziców. W 2013 roku zostało uhonorowane nagrodą Świat Przyjazny Dziecku, przyznawaną przez Komitet Ochrony Praw Dziecka za 2013 rok. Innym, działającym w Polsce wydawnictwem, jest Wydawnictwo Kamishibai Kokoszka. Wszystkie publikacje z tego wydawnictwa są kilkujęzyczne.

## W zarządzaniu
W Systemie Produkcyjnym Toyoty i lean management stosowana jest tzw. tablica kamishibai – narzędzie zarządzania wizualnego, służące do przeprowadzania audytów i wspierające procesy ciągłego doskonalenia.